# Alexei Jurjewitsch Karpow
Alexei Jurjewitsch Karpow (russisch Алексей Юрьевич Карпов, * 5. Mai 1960 in Moskau) ist ein russischer Historiker, Sozialwissenschaftler und Kulturologe. Er ist Spezialist für die Geschichte des alten Russlands und Herausgeber des Verlags „Junge Garde“. Darüber hinaus ist er Mitglied des Schriftstellerverbandes Russlands.

## Biografie
Alexei Karpow schloss 1982 ein Studium an der Geschichtsabteilung des Moskauer Staatlichen Pädagogischen Instituts Lenin ab. Etwa 5 Jahre arbeitete er als Lehrer für Geschichte und Sozialkunde an einer weiterführenden Schule.
Im Jahr 1987 bekam er eine Stelle als Lektor beim Verlag „Junge Garde“. Veröffentlichungen erfolgten ab 1990.
Berühmt wurde Karpow durch die „orthodoxe Trilogie“, die Bücher über Olga von Kiew, Jaroslaw den Weisen und den heiligen Wladimir enthält.
Er lebt und arbeitet Moskau.

## Werke
- 2002 – Großherzog Alexander Newski
- 2004 – Wladimir der Große
- 2005 – Jaroslaw der Weise
- 2007 – Juri Dolgoruki
- 2009 – Prinzessin Olga
- 2011 – Baty
- 2013 – Orthodoxe Heilige und Wundertäter
- 2014 –  Andrei Bogoljubski
- 2015 – Großherzog Wladimir Monomach
- 2019 – Wsewolod das große Nest

Darüber hinaus ist Karpow Autor historischer Bücher für Kinder, von Artikeln über das Studium des alten Russlands und historische Forschung.

## Auszeichnungen
- „Alexander Newski“ (2005) – basierend auf dem Buch Großherzog Alexander Newski
- Nationalpreis „Imperial Culture“ benannt nach Eduard Wolodin (2014) – für das Buch Großherzog Alexander Newski
- Preisträger des IX. Wettbewerbs „Aufklärung durch das Buch“ (2014) – Diplom des 1. Grades in der Nominierung „Das beste spirituelle und patriotische Buch“ für das Buch Andrei Bogolyubsky
- Patriarchalischer Literaturpreis (2016) – „für einen großen Beitrag zur Entwicklung der russischen Literatur“.

## Belege
1. ↑  Molodaya Gvardiya.ru. Abgerufen am 16. Juni 2020 (russisch).
2. ↑  Diese Bücher hat der Autor im Vorwort zu seinem Werk Prinzessin Olga zu einer Trilogie zusammengefasst. Karpov Alexej. Prinzessin Olga. - M.: Junge Garde, 2012. - p. fünf.
3. ↑  Isdatsovet.ru (Memento des Originals vom 17. Februar 2020 im Internet Archive)  Info: Der Archivlink wurde automatisch eingesetzt und noch nicht geprüft. Bitte prüfe Original- und Archivlink gemäß Anleitung und entferne dann diesen Hinweis.

| Personendaten    | Personendaten                                                           |
| ---------------- | ----------------------------------------------------------------------- |
| NAME             | Karpow, Alexei Jurjewitsch                                              |
| ALTERNATIVNAMEN  | Karpov, Alexey Yuryevich (englisch); Карпов, Алексей Юрьевич (russisch) |
| KURZBESCHREIBUNG | russischer Historiker, Sozialwissenschaftler und Kulturologe            |
| GEBURTSDATUM     | 5. Mai 1960                                                             |
| GEBURTSORT       | Moskau                                                                  |